# Frontière entre la Chine et la Russie
La frontière entre la Chine et la Russie ou frontière sino-russe sépare les territoires de la république populaire de Chine et ceux de la fédération de Russie. Entre les années 1960 et les années 1980, elle a été l'objet de contestations dans les environs de Khabarovsk : un contexte très tendu. De nouveaux traités ont été signés depuis, et le tracé de la frontière est reconnu par les deux parties. 

## Tracé
La frontière sino-russe est constituée de deux morceaux de longueur très inégales situés de part et d'autre de la Mongolie. Elle est définie dans son intégralité depuis 2004. 
- Le tronçon de l'ouest ne mesure que 55 kilomètres entre deux tripoints, il sépare la république de l'Altaï de la région autonome du Xinjiang. Il débute à l'ouest par un premier tripoint avec les frontières Chine - Kazakhstan et Kazakhstan - Russie, et s'arrête à l'est à un second tripoint avec les frontières Mongolie - Russie et Chine - Mongolie (49° 10′ N, 87° 49′ E).

- Le tronçon de l'est mesure 4 195 km[1]. C'est la sixième plus longue frontière internationale au monde. Débutant de l'autre côté de la Mongolie par un tripoint identique au précédent (convergence entre les trois pays : Mongolie - Russie - Chine), (49° 51′ N, 116° 41′ E), elle sépare la Mandchourie de l'Extrême-Orient russe. Elle se dirige alors vers le nord-est, puis le sud-est sur le talweg de l'Amour et enfin le sud-ouest avant de rejoindre un dernier tripoint sur le fleuve Tumen, quelques kilomètres seulement avant son embouchure dans l'océan Pacifique, réunissant cette fois-ci les frontières Russie - Corée du Nord et Chine - Corée du Nord (42° 25′ N, 130° 36′ E). Du côté russe, cinq sujets fédéraux jouxtent la frontière : le kraï de Khabarovsk, kraï du Primorie, oblast d'Amour, oblast de Tchita et oblast autonome juif. Côté chinois, la frontière longe la région autonome de Mongolie-Intérieure ainsi que les provinces de Jilin et du Heilongjiang, c'est sur les bords de cette dernière que la frontière est la plus longue.

### Historique

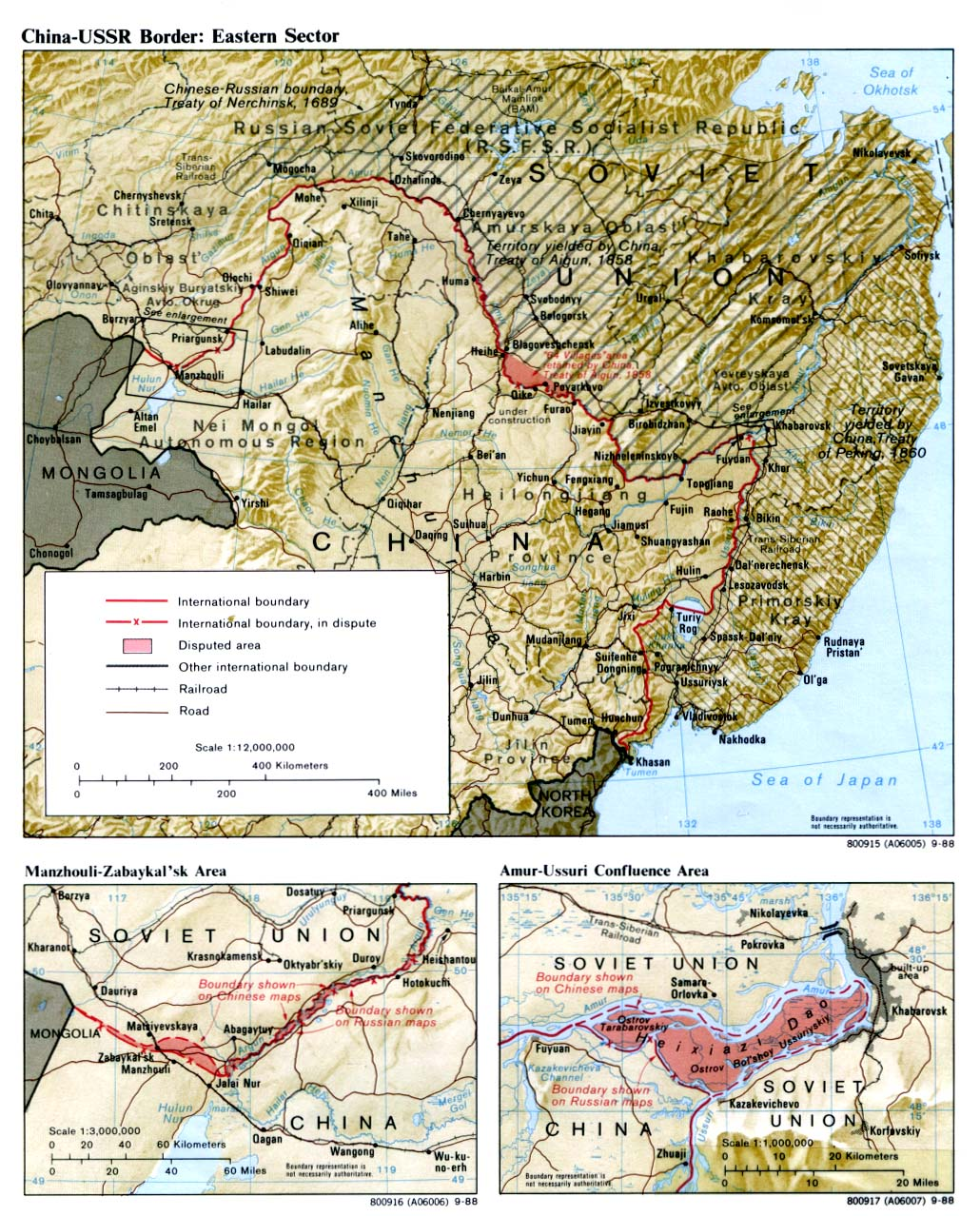
Zones contestées à la frontière sino-soviétique en 1969.

En 1689, à la suite de conflits armés, les empires chinois et russe signent le traité de Nertchinsk : la Russie renonce à la région du fleuve Amour. Dans les années 1850, la donne géopolitique a changé, l'Empire chinois est affaibli. En 1854, la région de Semiretchie tombe sous l'influence russe. Une nouvelle expédition russe a lieu pour explorer la région. En 1858, la Chine doit signer le traité d'Aïgoun, considéré comme un des traités inégaux. La Russie prend le contrôle de la rive gauche de l'Amour, de l'Argoun à la mer. Deux ans plus tard, la Russie confirme et amplifie ses gains par la convention de Pékin. Elle obtient la cession de la région de Vladivostok. 
Du côté de la frontière commune au Turkéstan, la Russie accepte de restituer une partie des terres occupées lors de la révolte des Dounganes traité de Livadia (en) de 1879. Celui, non ratifié par la Chine, est immédiatement suivi par le traité de Saint-Pétersbourg.
La Russie cherche ensuite à contrôler la Mandchourie pour protéger la Sibérie et élargir son ouverture sur l'océan Pacifique. Elle obtient la cession de Port-Arthur (Lüshunkou en chinois). La défaite face au Japon en 1905 ruine cette politique. La Russie renonce à la Mandchourie et doit céder Port-Arthur. Ce dernier retrouvera temporairement la souveraineté soviétique entre 1945 et 1955.
Dans les années 1960, les relations entre la Chine et l'URSS se dégradent fortement et Mao Zedong remet en cause les traités signés au XIXe siècle entre les empires russes et mandchous. Ces tensions aboutissent en 1969 à un affrontement armé qui fait des centaines de morts, en majorité chinois, mais n'aboutit pas à un nouveau tracé. L'URSS envisage même de détruire préventivement les installations nucléaires chinoises. Dans les décennies qui suivent, la situation reste très tendue et n'évolue guère jusqu'aux années 1980. 
À partir de 1988, à l'instigation de Mikhaïl Gorbatchev, les relations entre l'URSS et la Chine se détendent et les négociations reprennent. Le 16 mai 1991, la Russie et la Chine signent un traité sur les frontières, qui laisse toutefois en suspens le sort de certaines régions disputées. Ces derniers points sont réglés par différents accords signés dans un contexte diplomatique nettement plus détendu entre les deux pays. Le dernier traité est signé en 2004. À l'issue de ces règlements, la Chine a réalisé quelques gains territoriaux par rapport aux traités antérieurs.

### Différences de peuplement
L'intégration des territoires frontaliers par les deux empires a été tout à fait différente. Les plaines du nord-est de la Chine  ont été rapidement peuplées et mises en valeur par des colons chinois dès le début du XIXe siècle. Par contre, le peuplement de l'Extrême-Orient russe par des colons venus de Russie d’Europe a été moins important et beaucoup plus long. La différence entre les deux peuplements a donné naissance à une ligne de discontinuité de part et d’autre du fleuve Amour et de la rivière Oussouri : d'un côté 7 millions de Russes, de l'autre, plus de 60 millions de Chinois vivant dans les  provinces frontalières du Jilin et du Heilongjiang.

## Échanges transfrontaliers

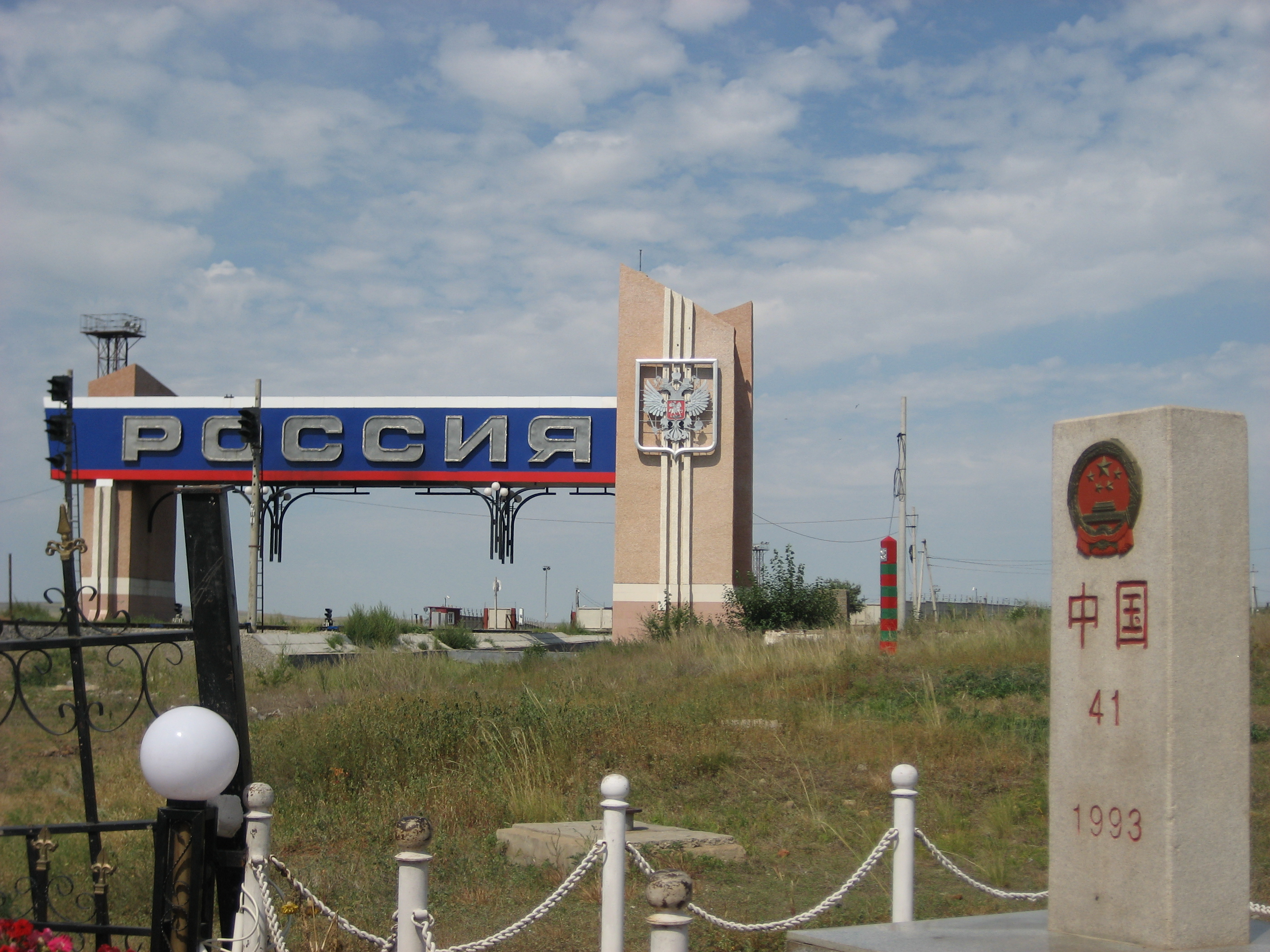
Bornes frontalières des deux pays à Manzhouli/Mandchouri/Zabaykalsk.

À partir de 1982, la frontière s'est peu à peu ouverte, permettant les premiers échanges commerciaux entre les deux pays. Entre 1988 et 1992, la valeur des échanges commerciaux entre le Heilongjiang et la Russie a été multipliée par trois. Durant la même période, le nombre de travailleurs légaux chinois est passé de 1 286 à 18 905. Dans la période suivante, les échanges commerciaux ont diminué, les Russes se plaignant de la mauvaise qualité des produits chinois, augmentant les taxes sur les importations chinoises et restreignant la possibilité pour ces derniers de commercer dans l'Extrême-Orient russe.
Le 16 juillet 2001, la Chine et la Russie ont signé un traité de bon voisinage, d'amitié et de coopération. Le but est de développer des relations de voisinage stables et mutuellement bénéfiques. La base du partenariat sino-russe repose en partie sur l'opposition des deux pays à la politique internationale des États-Unis. Le gouvernement chinois cherche aussi à développer les provinces du Heilongjiang et du Jilin, très enclavés et de sécuriser son approvisionnement en énergie. De plus, la Russie est un fournisseur d'armes important.
La création de l'agglomération transfrontalière Blagovechtchensk-Heihe en 2009, dont les villes sont situées de part et d'autre du fleuve Amour, est la première réalisation du genre sur la frontière sino-russe. Elle a permis la construction du pont Blagovechtchensk-Heihe et d'un téléphérique d'agglomération, le premier au monde qui traverse une frontière entre États. 

### Migrations
Dans l’Extrême-Orient russe, on croise des Chinois sur les marchés, où ils vendent des produits manufacturés venus de Chine, dans l'agriculture, sur des chantiers ou des briqueteries. Dans les entreprises, les employés chinois sont payés l'équivalent de 100 à 300 euros par mois, soit le triple du revenu d'un paysan à Heihe, de l'autre côté de la frontière. L’oblast de l'Amour a alloué aux Chinois de Heihe 42 000 hectares en 2007. Dans cette région, les Russes ont 700 000 hectares en jachère et comptent en défricher 1,4 million. Ceci ne peut pas se faire sans l'aide chinoise. Selon les estimations les plus répandues, le nombre de Chinois en Extrême-Orient serait de 40 000 à 200 000.

### Contrebande
L’ouverture frontalière a provoqué le développement de la contrebande. Elle concerne non seulement des produits utilisés dans la médecine traditionnelle chinoise, comme le ginseng, le tigre de Sibérie, le bois, le concombre de mer déshydraté, le caviar, les bois de renne et de cerf, mais aussi les armes, les drogues et les métaux non ferreux. Elle prend également la forme d'une pêche illégale dans les eaux fluviales du voisin. Elle rapporterait en moyenne au début des années 2000 trois millions de dollars par an.

### Hydrocarbures
En 1999, la firme russe Ioukos a signé un accord avec la compagnie nationale chinoise de pétrole et de gaz.  Elle s’engage à exporter dix millions de tonnes de pétrole en Chine d’ici 2005.  À cet effet, un oléoduc a été construit entre la ville sibérienne de Tomsk, où se situent les gisements pétroliers, et la Chine. Un oléoduc entre Angarsk, située en Sibérie orientale, et Daqing, dans le Heilongjiang est en projet. Il permettra ainsi à la Chine de recevoir 20 millions de tonnes de pétrole par an durant la période 2005-2009, et 30 millions par an à partir de 2010.